# Luís Carlos Moniz Barreto
Luís Carlos Moniz Barreto (Velas, c. 1745 — Desterro, 1791) foi bacharel em Leis pela Universidade de Coimbra, magistrado, emigrou para o Brasil tendo exercido o cargo de ouvidor da Capitania de Santa Catarina, com posse a 16 de agosto de 1787, cargo que exerceu até falecer. Notabilizou-se como tradutor, escritor e pioneiro na produção de manuais destinados à edução infantil.

## Biografia
Nasceu na vila de Velas, ilha de São Jorge (Açores), filho de António Francisco Moniz Barreto. Matriculou-se em Leis na Universidade de Coimbra em 1764, tendo-se formado bacharel em Leis em 1769.
Foi professor de História no Colégio Real dos Nobres, em Lisboa, nomeado a 29 de outubro de 1773. Passou para o Brasil, tendo-se fixado na ilha de Santa Catarina, onde foi ouvidor da Câmara e onde faleceu no exercício dessas funções.

## Obras
- Compêndio de Civilidade
- Discursos sobre a Historia Ecclesiastica por Mr. o Abbade Fleury...gexposto tudo na lingua Portugueza, e offerecido ao Excellent. e Rever. Senhor D. Fr. Manoel do Cenaculo, Bispo de Beja, do Conselho de Sua Magestade... pelo Bacharel Luiz Carlos Moniz Barreto. Lisboa, Officina de Antonio Vicente da Silva, 1773
- Historia das Orações de M.T. Cicero ornada com varias notas criticas, e historicas, e com huma noticia das Leis Romanas, que nellas se tratão. Lisboa, 1772
- Tratado da educação física, e moral dos meninos de ambos os sexos. Lisboa : Academia Real das Sciencias, 1787